# 베네프

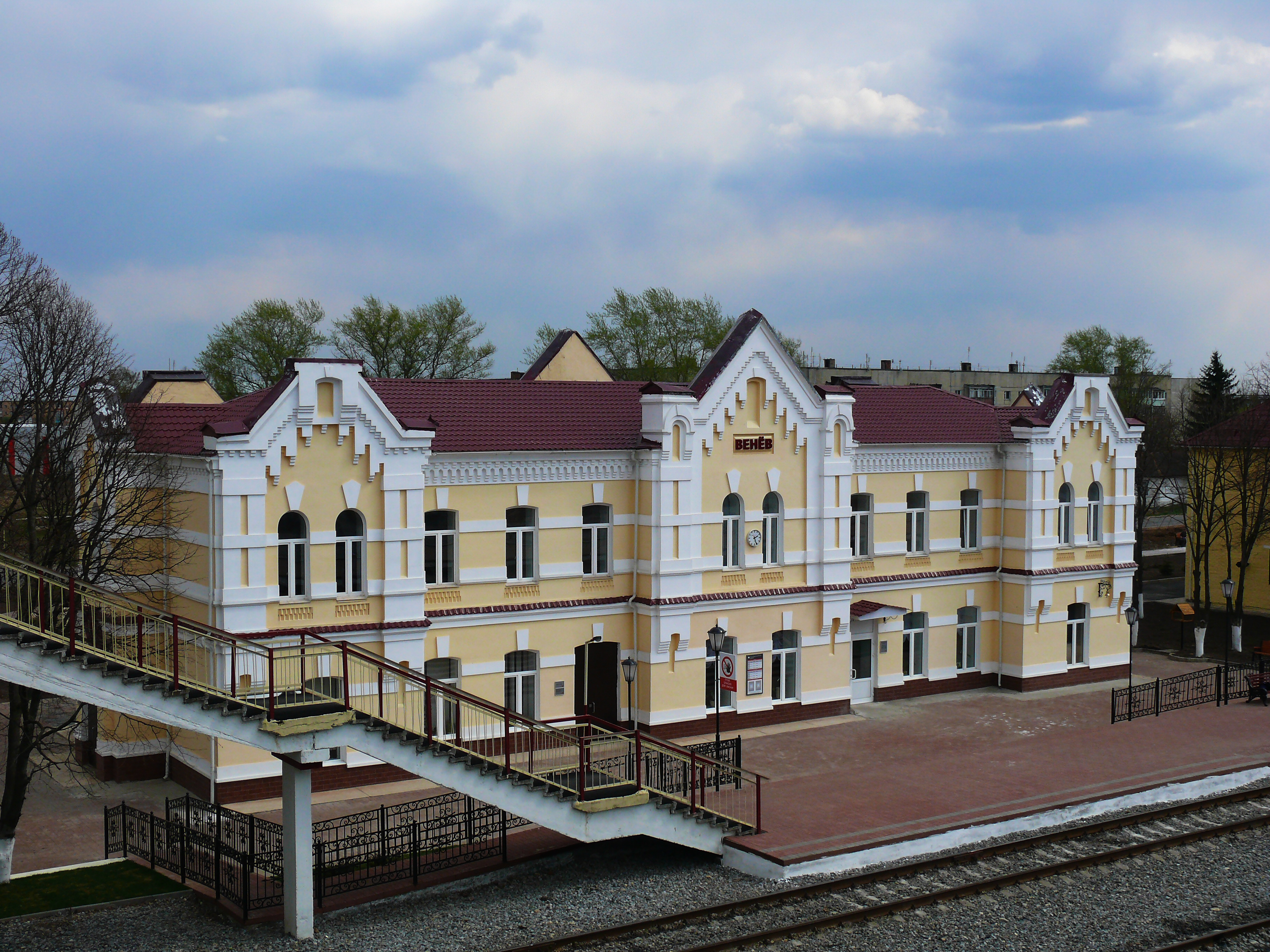

베네프(러시아어: Венев)는 툴라 주 베넵스키 군의 중심지이다. 14세기에 지어졌다.